# Вестерботен (лен)
Лен Вестерботен (на шведски: Västerbottens län) е лен в северна Швеция. Граничи на север с лен Норботен, на юг с лените Йемтланд и Вестернорланд, а на изток с Балтийско море. Административен център на лена е град Умео.

## Общини в лен Вестерботен
В рамките на административното си устройсто, лен Вестерботен се разеделя на 15 общини със съответно население към 31 декември 2013 :
| Бюрхолм Венес Вилхелмина Винделн Дурутеа Люкселе Мало Нордмалинг Норшо Оселе Робертсфорш Соршеле Стурюман Умео Шелефтео Карта на лен Вестерботен с означение на съответните общини | - Бюрхолм (Bjurholm) с население 2436 души; - Венес (Vännäs) с население 8583 души; - Вилхелмина (Vilhelmina) с население 6887 души; - Винделн (Vindeln) с население 5344 души; - Дурутеа (Dorotea) с население 2757 души; - Люкселе (Lycksele) с население 12 270 души; - Мало (Malå) с население 3155 души; - Нордмалинг (Nordmaling) с население 7006 души; - Норшьо (Norsjö) с население 4175 души; - Оселе (Åsele) с население 2875 души; - Робертсфорш (Robertsfors) с население 6738 души; - Соршеле (Sorsele) с население 2595 души; - Стурюман (Storuman) с население 5954 души; - Умео (Umeå) с население 118 349 души; - Шелефтео (Skellefteå) с население 71 988 души; |